# Amaea solangeae
Amaea solangeae is een slakkensoort uit de familie van de Epitoniidae. De wetenschappelijke naam van de soort is voor het eerst geldig gepubliceerd in 2008 door Bozzetti.